# Dél-Amerika

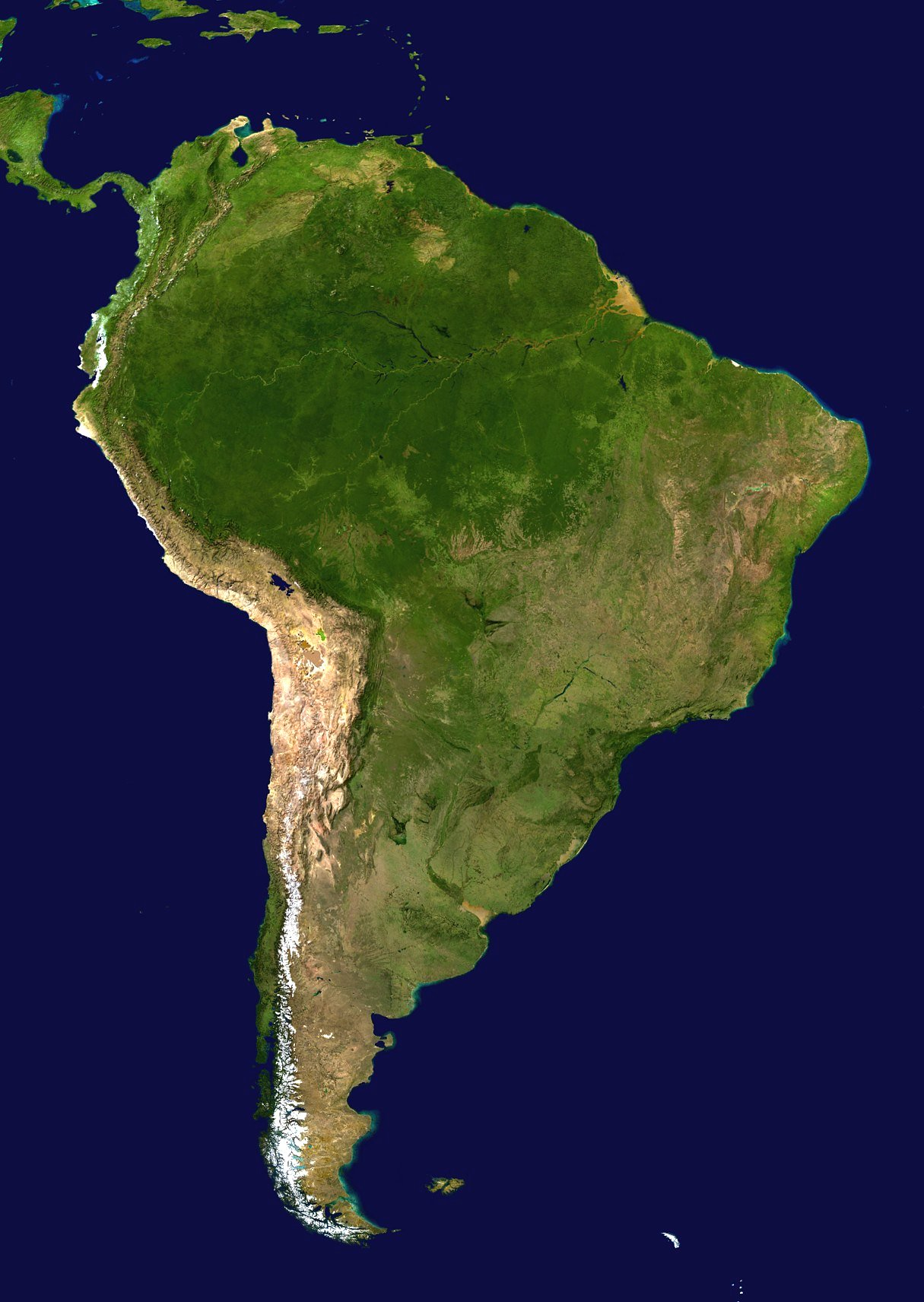
Dél-Amerika műholdképe

Dél-Amerika geológiai értelemben önálló kontinens a nyugati féltekén, a Csendes-óceán és az Atlanti-óceán között. Túlnyomó többsége a dél-amerikai kéreglemezen fekszik, míg Venezuela és Kolumbia északi parti sávja a karibi kéreglemezen.  Legnagyobb része a déli félgömbön található. Társadalmi-politikai-kulturális értelemben Amerika kontinens része Észak- és Közép-Amerikával együtt.
Dél-Amerikához 12 független ország tartozik, plusz 1 külbirtok. Ezen kívül egy terület egy európai ország területének része. Dél-Amerika területe 17 840 000 km², a Föld felszínének kb. 3,5%-a. 2018-as adat szerint népessége több mint 423 581 078 fő. Területe alapján a negyedik legnagyobb kontinens (Ázsia, Afrika és Észak-Amerika után), népessége alapján az ötödik (Ázsia, Afrika, Európa és Észak-Amerika után).

## Földrajz

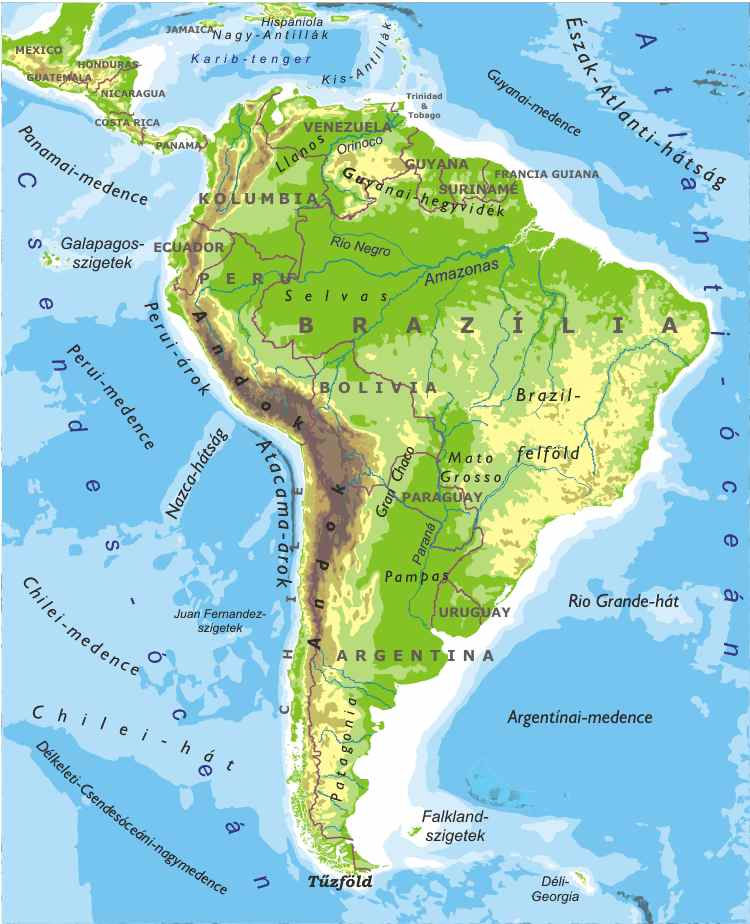
Dél-Amerika domborzati térképe

Földrajzi értelemben Dél-Amerika az amerikai földrész déli része, délre és keletre a Panama-csatornától, ami kettévágja a Panama-földszorost. Dél- és Észak-Amerikát gyakran egy kontinensként vagy szuperkontinensként tartják számon, egyes régióit pedig szubkontinensként. Geopolitikai értelemben egész Panama – közte a csatornától keletre eső rész is – gyakran Észak-Amerika részének számít.
Dél-Amerika földtörténeti szempontból csak nemrég kapcsolódott Észak-Amerikához, 3 millió éve; ekkor alakult ki a Panama-földszoros. A viszonylag fiatal, szeizmikus szempontból még igen aktív Andok hegység foglalja el a kontinens nyugati részét. Az Andoktól keletre nagyrészt trópusi esőerdők terülnek el, az Amazonas folyó medencéjében. A szárazabb területek közé tartozik Patagónia és a rendkívül száraz Atacama-sivatag.
Dél-Amerikához tartoznak még továbbá különböző szigetek, melyek közigazgatásilag a dél-amerikai parti országok részei. A karibi szigetvilág még Észak-Amerikához tartozik. A következő dél-amerikai országok határosak a Karib-tengerrel: Kolumbia, Venezuela, Guyana, Suriname és Francia Guyana. Ezeket az országokat összefoglaló néven Karibi-Dél-Amerikának is nevezik.
Dél-Amerika főbb ásványkincsei közé tartoznak a réz, vasérc, ólom és kőolaj. Ezek az ásványkincsek azonban hátráltatták a sokszínű gazdaság kialakulását. A hullámvölgyek, melyeket az államok gazdaságában okoztak, gyakran politikai instabilitást is eredményeztek.
Dél-Amerika legnagyobb országa terület és népesség alapján is Brazília, utána Argentína. Dél-Amerika régiói: andokbeli államok, a Guyanák, a Déli kúp és Kelet-Dél-Amerika.

### Élővilág

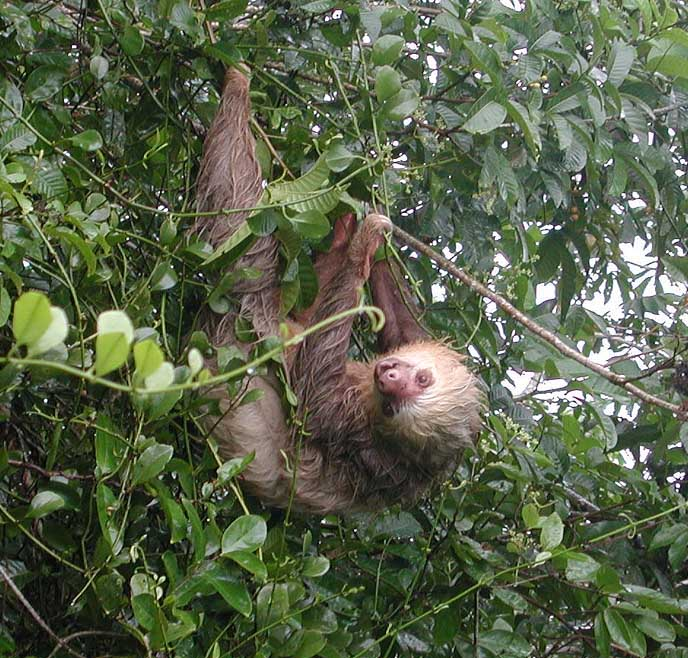
A lajhár a kontinens egyik legjellegzetesebb állata

Dél-Amerikában van a legfajgazdagabb élőhely a Földön (Amazónia). További jellegzetes élőhelyei: a pampák, Patagónia, Andok. Dél-Amerika rendkívül sokszínű állatvilág hazája, többek között sok papagájfaj, tarantula, kígyó és emlős őshonos itt. A földrész eredeti emlőscsoportjai éppolyan endemikus faunát alkottak, mint a mai Ausztrália, mivel Dél-Amerika is szigetkontinens volt. Ezek vendégízületesek (Xenarthra) és az oposszumformák (Didelphinae). 3 millió évvel ezelőtt kapcsolódott össze Észak- és Dél-Amerika, ami jelentős hatással volt a faunára. Észak-Amerikából dél felé vándoroltak a macskafélék, kutyafélék, rágcsálók, patások, főemlősök. Akadnak ott is betelepített fajok, pl. jávai mongúz, vaddisznó stb.

## Történelem
Dél-Amerika első lakói a Bering-földnyelven (ma: Bering-szoros) átvándorló népek lehettek, bár az is lehetséges, hogy a déli Csendes-óceánról is vándoroltak be.

### Indián civilizációk
Régészeti leletek alapján a Chavín-kultúrában jelent meg először a mezőgazdaság és kereskedelem, i. e. 900 körül. A kultúra a ma Peru területén található Chavín de Huantarról kapta a nevét, ami 3177 méter magasan található. A chavíni civilizáció i. e. 900 és i. e. 300 közt virágzott.
Az Inka Birodalom (fővárosa Cuzco) 1438 és 1533 közt uralta az Andok vidékét. A kecsua nyelven Tahuantinsuyu, „a négy régió országa” néven ismert inka civilizáció különleges és fejlett volt. Városaik mértani pontossággal épített kőépületekből álltak a hegyes területeken. Ismerték a teraszos földművelést. Bizonyíték van rá, hogy remekül munkálták meg a fémeket.

### Az európai hódítás

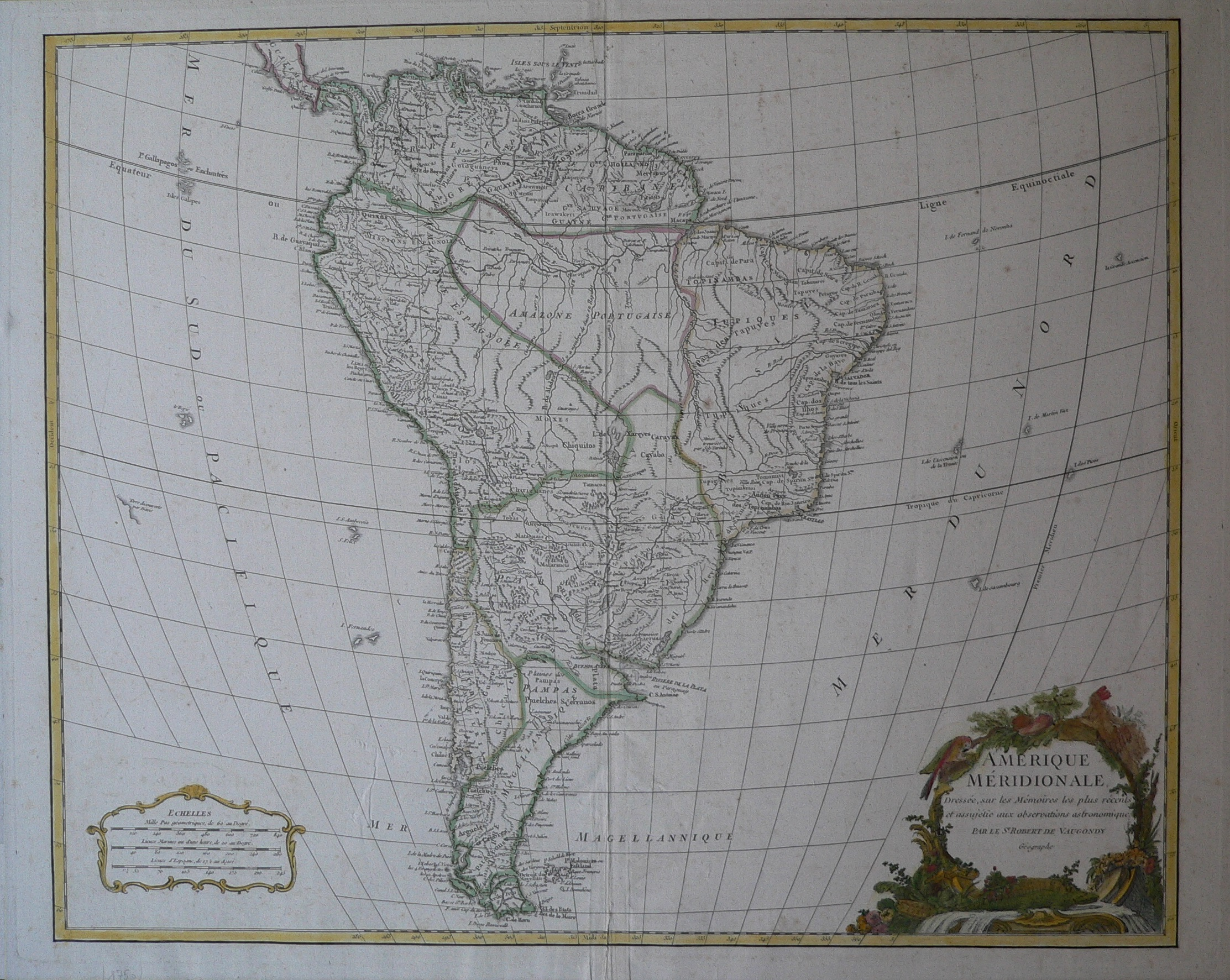
Dél-Amerika térképe (1750). Térképész: Robert de Vaugondy

1494-ben Portugália és Spanyolország, a kor két tengeri nagyhatalma, arra számítva, hogy nyugat felé újabb földeket fognak felfedezni, aláírta a tordesillasi szerződést, melyben megegyeztek, hogy minden Európán kívüli területet egyenlő arányban osztanak fel egymás között. A szerződés képzeletbeli vonalat húzott észak–déli irányban kb. 2060 km-re a Zöld-foki szigetektől nyugatra (46° 37' W körül). A szerződés értelmében a vonaltól nyugatra minden föld Spanyolországé (ez Dél-Amerika nagy részét is jelenti), keletre pedig Portugáliáé. Mivel a földrajzi hosszúság mérése akkoriban még nem állt magas szinten, a vonalhoz nem igazodtak pontosan, így sikerült Portugáliának megszereznie Brazíliát is, ami a meridiántól nyugatra volt.
Az 1530-as évektől Dél-Amerika népét és természeti kincseit egyre inkább kihasználták az idegen konkvisztádorok, először a spanyolok, aztán a portugálok. Az egymással versengő gyarmatosítók gyarmatokra osztották a területet.
Az európai betegségek (himlő, influenza, kanyaró és tífusz), amelyre a helyi népesség immunrendszere nem volt felkészülve, valamint a kegyetlen kényszermunka az haciendákon és a bányákban alaposan megtizedelte az őslakosságot. Helyükre afrikai rabszolgákat hoztak.
A spanyolok igyekeztek az őslakosságot áttéríteni a kereszténységre, és siettek véget vetni minden hagyománynak és kulturális gyakorlatnak, ami hátráltatta őket ebben. Mindez azonban csak részben járt sikerrel, mert az őslakosok keverték a katolikus vallást hagyományos hitükkel. A nyelvüket a spanyolok nem igyekeztek olyan mértékben rákényszeríteni a népességre, mint a vallásukat, és a katolikus egyház kecsua, nahuatl és guaraní nyelvű evangelizációja segítette az amerikai nyelvek terjedését azzal, hogy írással látta el őket.
Az őslakosok végül keveredtek a spanyolokkal, megalkotva a mesztic népességet. A meszticeknek és az őslakosoknak hatalmas adókat kellett fizetniük a spanyol kormányzat számára, és a törvények megszegéséért keményen megbüntették őket.  A spanyolok az őslakosok rengeteg művészi alkotását pogány bálványnak tekintették, és elpusztították; számos arany- és ezüstszobrot beolvasztottak, mielőtt Európába szállították.

### Függetlenség
A spanyol gyarmatok a 19. század első felében, a dél-amerikai függetlenségi háborúk során nyerték el függetlenségüket. A harcokat Simón Bolívar és José de San Martín vezették. Brazíliában (ami portugál gyarmat volt) I. Dom Pedro (IV. Péter), a portugál VI. Dom João király fia kiáltotta ki az ország függetlenségét 1822-ben. Ő lett Brazília első császára. A portugál király ezt elfogadta. Bár Bolívar megpróbálta egységben tartani a kontinens spanyol nyelvű országait, azok gyorsan függetlenné váltak egymástól is, és több további harcot is vívtak, például a hármas szövetség háborúját és a salétromháborút.
Néhány ország csak a 20. században lett független:
- Trinidad és Tobago az Egyesült Királyságtól 1962-ben;
- Guyana az Egyesült Királyságtól, 1966-ban;
- Suriname Hollandiától 1975. november 25-én.

Francia Guyana a mai napig Franciaországhoz tartozik, itt található az Európai Űrügynökség fő űrrepülőtere, a Guyana Űrközpont.

### A közelmúlt történelme
A 20. század második felében, a hidegháborúban Dél-Amerika is csatamezővé vált. Chile kormányát az 1970-es évek elején megdöntötték, az Egyesült Államok Monroe-elvének következményeként. Peru az 1980-as és 1990-es évek alatt belső zavargásoktól szenvedett (Túpac Amaru Forradalmi Mozgalom és a Fényes Ösvény). Gyakoriak voltak a forradalmak és a katonai diktatúrák, az 1980-as évektől azonban a kontinens egyre inkább demokratizálódott. A korrupció vádja időnként felmerül, és több ország elnöke is lemondásra kényszerült, de az utódlás rendben ment. Komoly gondot jelent az államadósság.

## Gazdaság

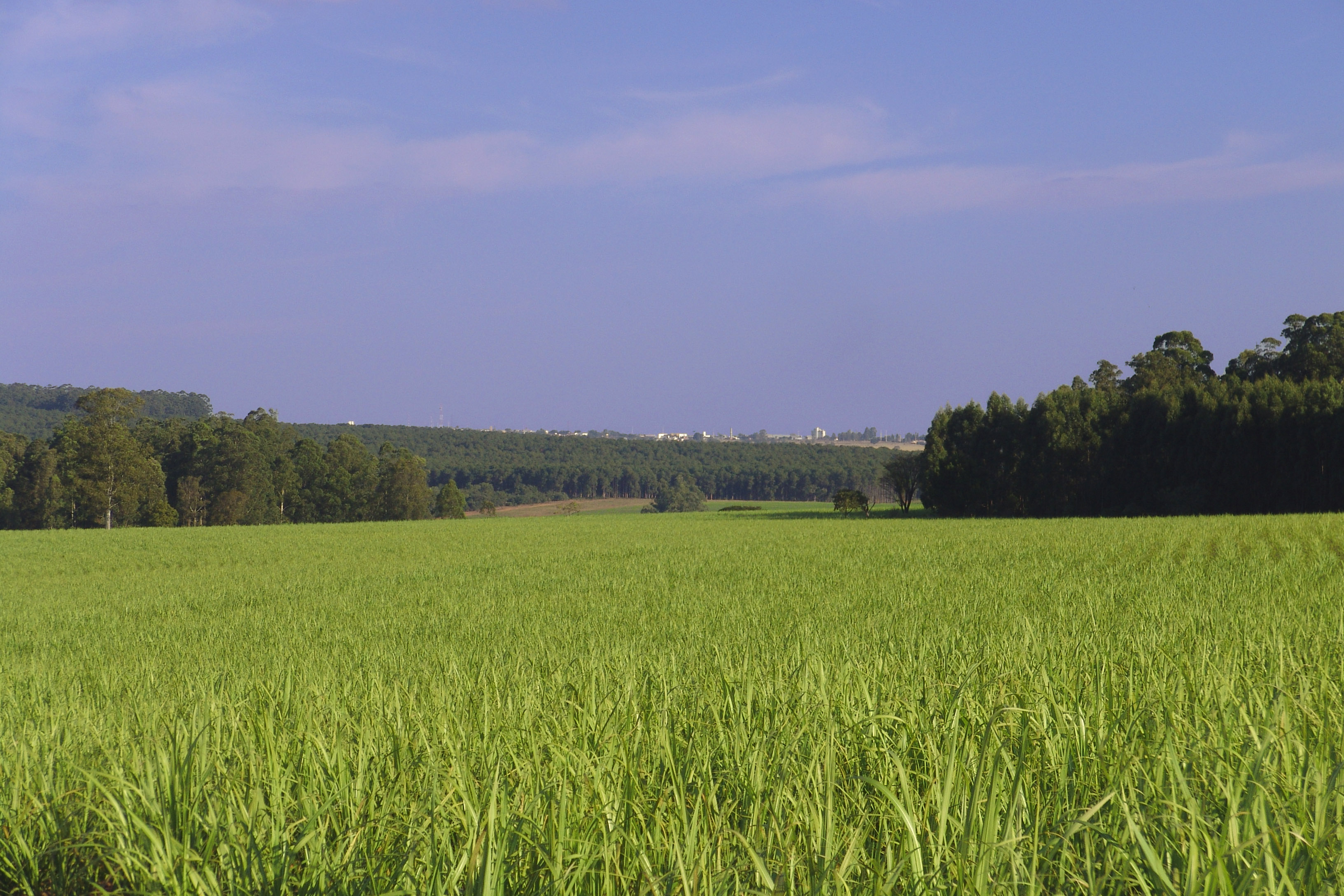
Cukornád-ültetvény São Pauló államban. 2018-ban Brazília volt a világ legnagyobb termelője, 746 millió tonnával. Dél-Amerikában termelik a világ cukornádjának felét.

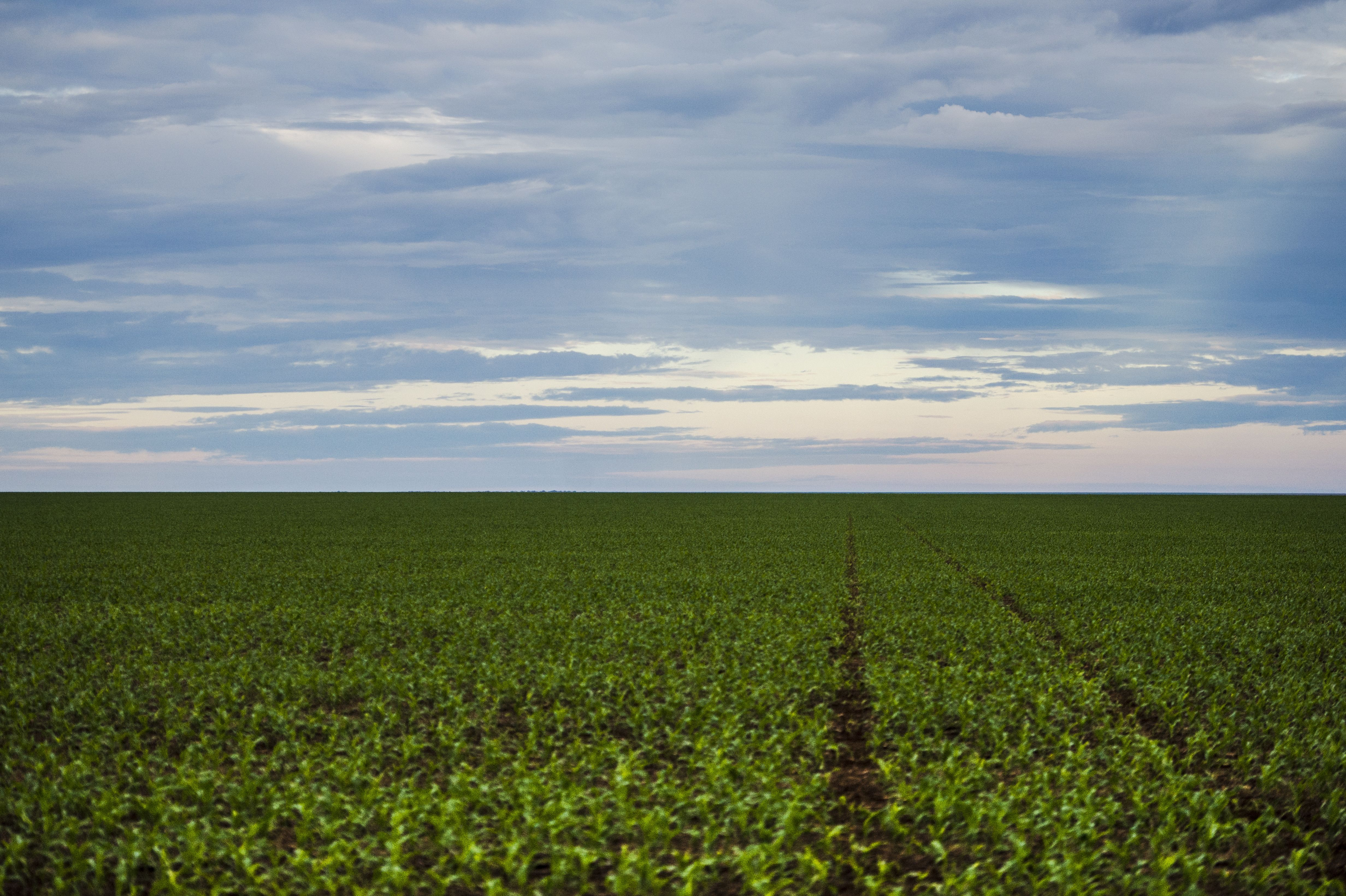
Szója-ültetvény Mato Grosso-ban. 2020-ban Brazília volt a világ legnagyobb termelője, 130 millió tonnával. Dél-Amerikában a világ szójababjának fele terem.

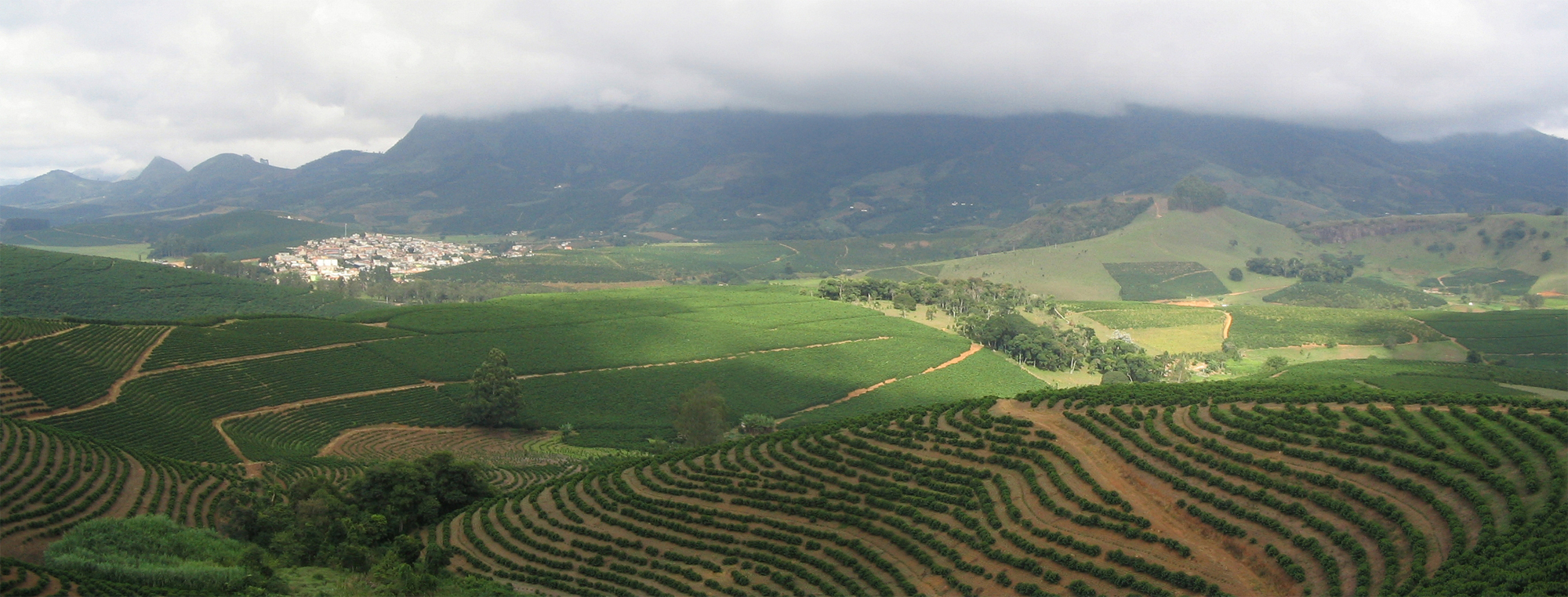
Kávéültetvény Minas Gerais-ban. 2018-ban Brazília volt a világ legnagyobb termelője, 3,5 millió tonnával. Dél-Amerika a világ kávéjának felét termeli.

A Dél-amerikai Nemzetek Közössége egy, a tervek szerint majd az egész kontinensre kiterjedő szabad kereskedelmi zóna, ami két korábban létező szabad kereskedelmi szervezet, a Mercosur és az Andok Közösség egyesítésével jött létre.
Dél-Amerikában hatalmas szakadék tátong a gazdagok és a szegények közt. Venezuelában, Paraguayban, Brazíliában, Bolíviában és több más országban a leggazdagabb 20% birtokolja az ország vagyonának 60%-át, a legszegényebb 20% pedig mindössze az 5%-át. Ez a hatalmas szakadék szemmel látható több dél-amerikai nagyvárosban, ahol a nyomornegyedek a felhőkarcolók és luxusvillák mellett terülnek el. Az utóbbi időben a legtöbb dél-amerikai ország a végsőkig eladósodott.

### Mezőgazdaság
A legerősebb mezőgazdasággal rendelkező négy ország: Brazília, Argentína, Chile és Kolumbia.
Brazília a világ legnagyobb termelője a következő növényekből: cukornád, szója, kávé. További fontos növények: narancs, brazil dió, kukorica, papaja, dohány, ananász, banán, gyapot, bab stb.
Argentínában jelentős termesztett növények: a szója, a kukorica, a napraforgó, szőlő, dohány, gyapot, búza, cukornád stb.
Chile a világ egyik legnagyobb cseresznye- és áfonyatermelője, kiemelkedő még a borszőlő, alma, őszibarack, szilva és mogyorótermesztés.
Kolumbiában kiemelkedő a kávé, az avokádó és a pálmaolaj, valamint a cukornád, a banán, az ananász és a kakaó.

### Bányászat
Dél-Amerika ásványkincsekben igen gazdag földrész. A kitermelés azonban nagyrészt az Amerikai Egyesült Államok monopóliumainak kezében van. A külföldi bányatársaságok működését több országban állami ellenőrzés alá próbálják vonni.
Fő ásványkincsek földrajzi régiók szerint:
- Kordillerák (Kolumbia, Ecuador): színesércek, nemesfémek
- Andok (Peru, Chile): rézérc
- Bolívia: ón
- Brazil ősmasszívum (Brazília, Venezuela): vasérc
- Brazília és Suriname: a világ legnagyobb bauxittermelői
- Venezuela: kőolajtelepek

### Ipar
A feldolgozóipar a II. világháború után gyors fejlődésnek indult. A nehézipar egyharmada két nagyvárosi gócban összpontosul: Sao Paulo (elektrotechnikai ipar és gépjárműgyártás) és Buenos Aires (Volkswagen do Brasil, General Motors, Ford autógyárak stb.)
- Brazília: a földrész ipari termelésének közel a fele Brazíliából, főként Rio de Janeiro, Belo Horizonte és Sao Paulo városokból származik. A Volta Redonda a kontinens legnagyobb vaskombinátja, az Itaipu pedig, amely a Parana folyón a 80-as években, a dél-amerikai kontinens legnagyobb vízierőműve (12 600 MW).
- Argentína: vaskohászat, fémfeldolgozás, vegyipar
- Uruguay: húsipar, bőripar

### Kereskedelem
Dél-Amerika az ásványi nyersanyagok és a mezőgazdasági termékek exportjával jelentősen részt
vesz a nemzetközi munkamegosztásban.

### Országonként
Gazdasági adatok az országok összehasonlításában, rendezhető táblázatban:

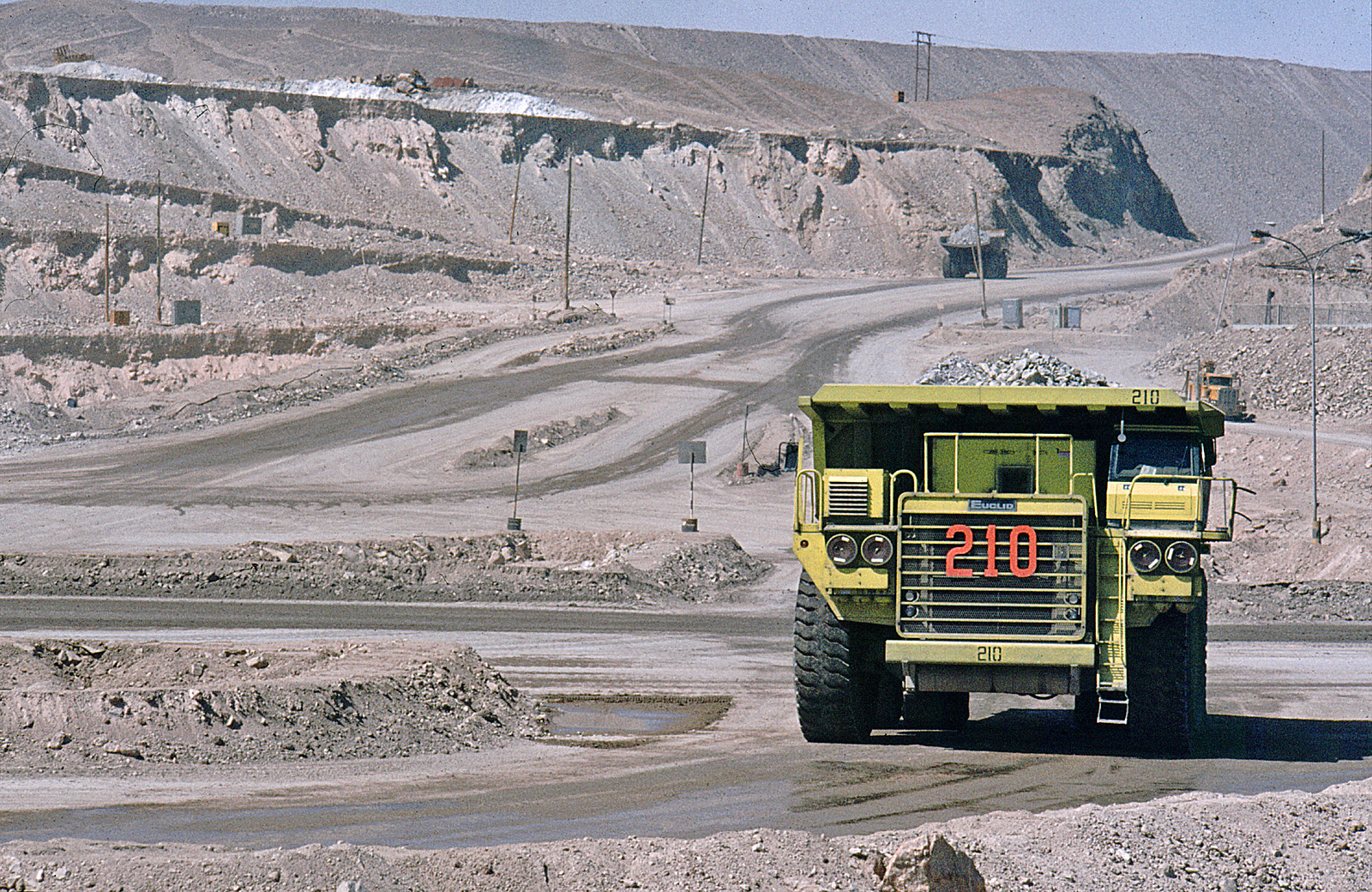
A Chuquicamata a világ legnagyobb nyílt rézbányája, Chile

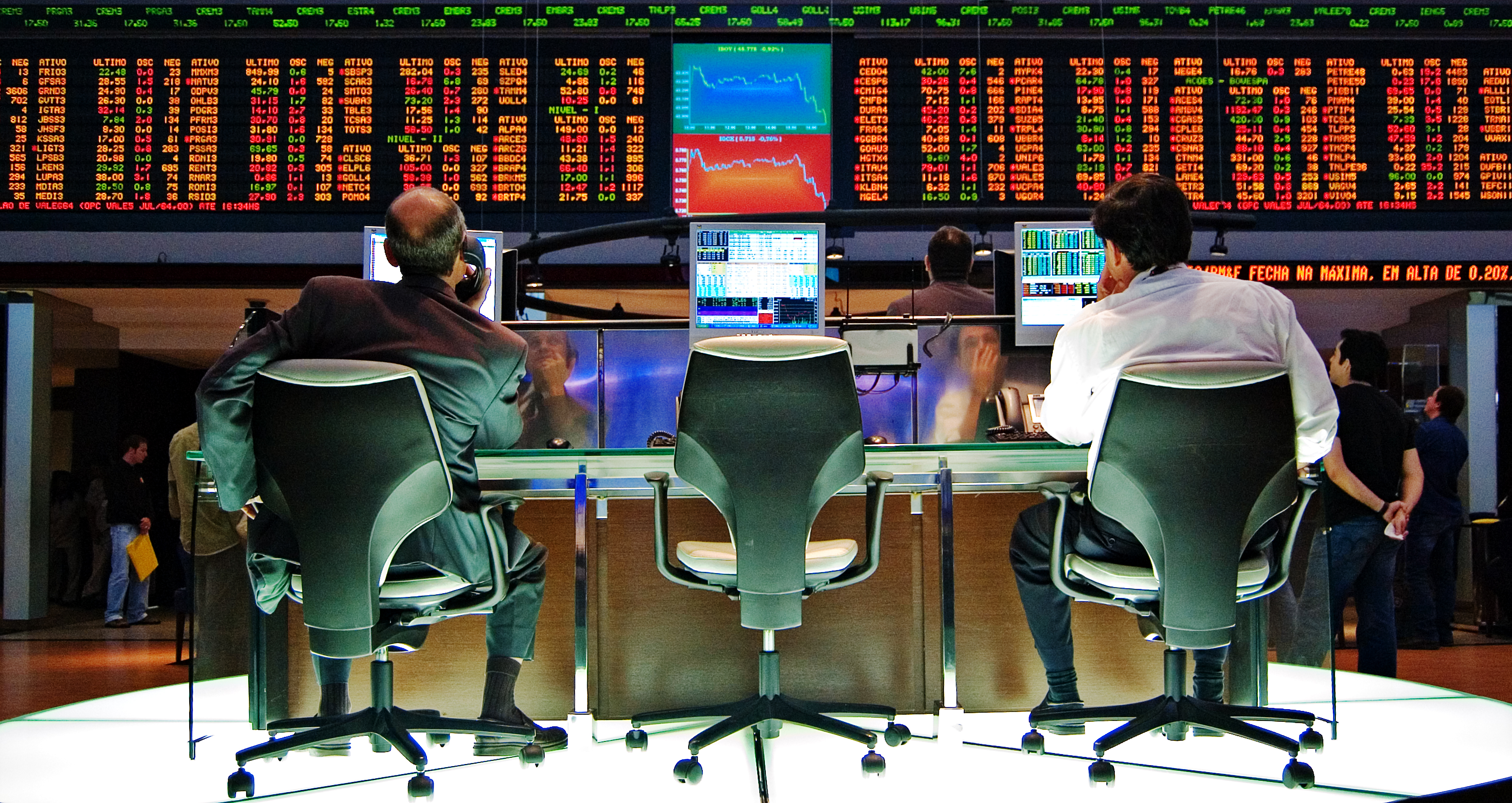
São Paulo-i Értéktőzsde

| Ország                     | Össz. GDP (nominális) 2017 (millió USD) | GDP (PPP) 2017 (millió USD) | GDP (PPP) per fő 2017 | Áru export (milliárd USD), 2011 | HDI 2017 | Százalék kevesebb mint 2 USD (PPP) per fő per nap |
| -------------------------- | --------------------------------------- | --------------------------- | --------------------- | ------------------------------- | -------- | ------------------------------------------------- |
| Argentína                  | 628 935                                 | 912 816                     | 20 707                | 83,7                            | 0,825    | 2,6                                               |
| Bolívia                    | 39 267                                  | 83 608                      | 7 552                 | 9,1                             | 0,693    | 24,9                                              |
| Brazília                   | 2 140 940                               | 3 216 031                   | 15 485                | 250,8                           | 0,759    | 10,8                                              |
| Chile                      | 251 220                                 | 455 941                     | 24 796                | 86,1                            | 0,845    | 2,7                                               |
| Kolumbia                   | 306 439                                 | 720 151                     | 14 609                | 56,5                            | 0,747    | 15,8                                              |
| Ecuador                    | 97 362                                  | 184 629                     | 11 004                | 22,3                            | 0,752    | 10,6                                              |
| Falkland-szigetek (UK)     | 206,4                                   | 206,4                       | 70 800                | 0,26                            |          |                                                   |
| Francia Guyana (Franciao.) | 4 456                                   | 4 456                       | 19 728                | 1,3                             |          |                                                   |
| Guyana                     | 3 591                                   | 6 398                       | 8 306                 | 0,9                             | 0,654    | 18,0                                              |
| Paraguay                   | 28 743                                  | 68 005                      | 9 779                 | 9,8                             | 0,702    | 13,2                                              |
| Peru                       | 207 072                                 | 429 711                     | 13 501                | 46,3                            | 0,750    | 12,7                                              |
| Suriname                   | 3 641                                   | 7 961                       | 13 934                | 1,6                             | 0,720    | 27,2                                              |
| Uruguay                    | 58 123                                  | 77 800                      | 22 271                | 8,0                             | 0,804    | 2,2                                               |
| Venezuela                  | 251 589                                 | 404 109                     | 12 856                | 92,6                            | 0,761    | 12,9                                              |
| Össz.                      | 3 836 569                               | 6 642 623                   | 17 852                | 669,1                           | 0,772    | 11,3                                              |

### Gazdaságilag legfontosabb városok

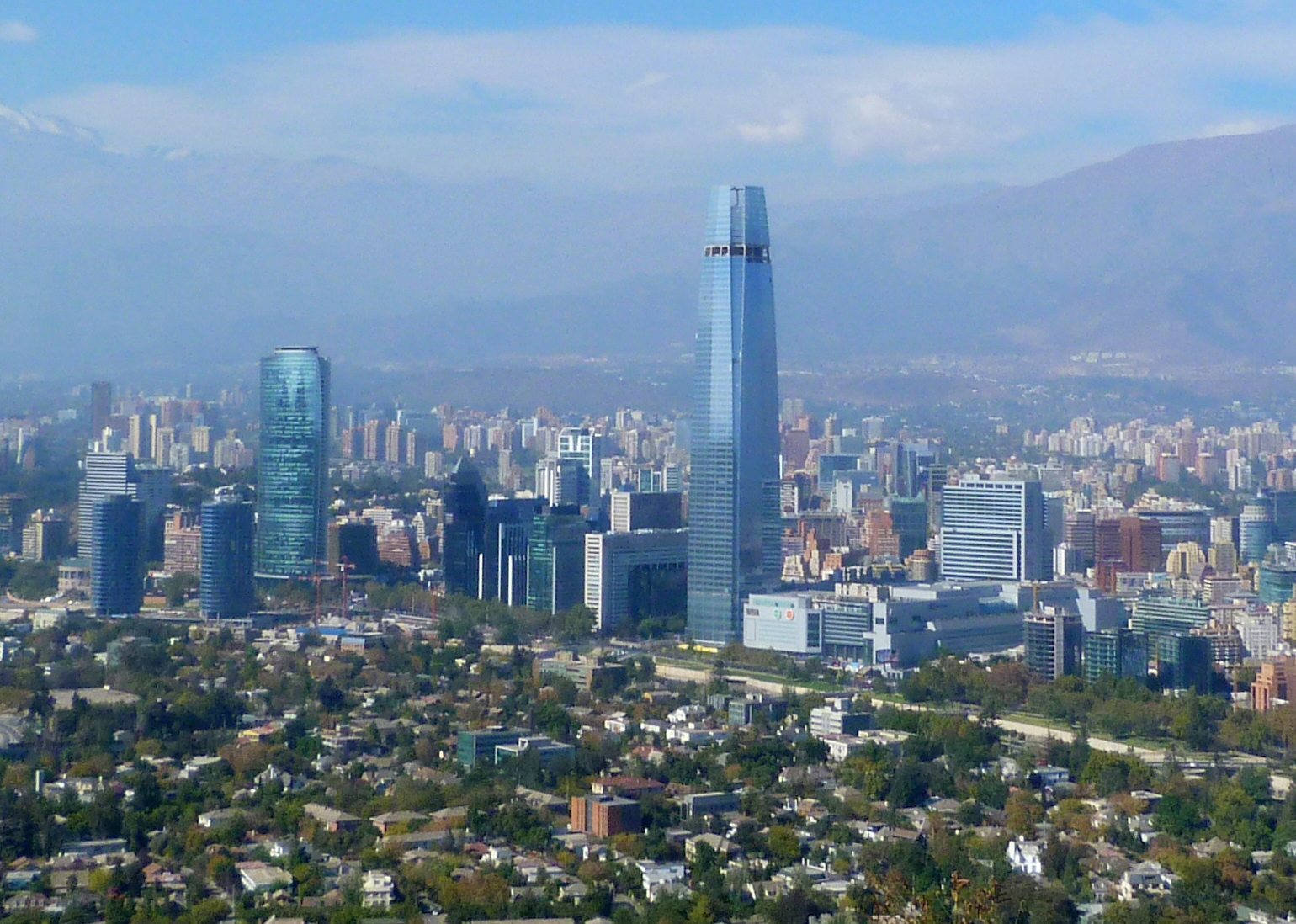
Santiago, Chile pénzügyi központja

| No. | Város          | Ország    | GDP (milliárd USD) | Népesség   | GDP per fő (2015) |
| --- | -------------- | --------- | ------------------ | ---------- | ----------------- |
| 1   | São Paulo      | Brazília  | $430               | 20,847,500 | $20,650           |
| 2   | Buenos Aires   | Argentína | $315               | 13,381,800 | $23,606           |
| 3   | Lima           | Peru      | $176               | 10,674,100 | $16,530           |
| 4   | Rio de Janeiro | Brazília  | $176               | 12,460,200 | $14,176           |
| 5   | Santiago       | Chile     | $171               | 7,164,400  | $32,929           |
| 6   | Bogotá         | Kolumbia  | $160               | 9,135,800  | $17,497           |
| 7   | Brasília       | Brazília  | $141               | 3,976,500  | $35,689           |
| 8   | Belo Horizonte | Brazília  | $84                | 5,595,800  | $15,134           |

## Demográfia
| 2009 | 385 742 554 |

### Nyelvek

Dél-Amerika hivatalos nyelvei

A spanyol és a portugál a leginkább beszélt nyelvek Dél-Amerikában. A spanyol a legtöbb ország hivatalos nyelve, néhány országban más anyanyelvekkel együtt. A portugál Brazília hivatalos nyelve.
Suriname hivatalos nyelve a holland; Guyana hivatalos nyelve az angol, bár ebben az országban legalább tizenkét más nyelvet beszélnek, beleértve a portugált, a kínait, a hindusztánit és számos anyanyelvet.
A Falkland-szigeteken angolul beszélnek.
A francia Francia Guyana hivatalos nyelve és a brazil Amapá állam második nyelve.
Jelentősebb nyelvek még ezeken kívül:
- Ajmara: Bolíviában, Peruban.
- Kecsua: Bolíviában, Ecuadorban és Peruban.
- Guaraní: Paraguayban.
- Hindi: Guyanában és Suriname-ban.
- Olasz kisebb csoportokban Argentínában, Chilében, Brazíliában és Uruguayban,
- Német kisebb csoportokban Brazíliában, Chilében és Paraguayban.

### Vallás
A dél-amerikaiak mintegy 90% -a keresztény  zömük római katolikus. A többségében keresztény kontinensen Guyana és Suriname a kivétel, itt három vallás él egymás mellett: a kereszténység, a hinduizmus és az iszlám.
Az afroamerikai vallások és kultuszok szintén elterjedtek egész Dél-Amerikában, például a candomblé, umbanda és encantados.
A kardecista spiritizmus több országban jelentős hívőtáborral megtalálható.
| Ország    | Keresztény | Római katolikus | Más keresztény | Nem vallásos (ateista és agnosztikus) |
| --------- | ---------- | --------------- | -------------- | ------------------------------------- |
| Argentína | 88%        | 77%             | 11%            | 11%                                   |
| Bolívia   | 96%        | 74%             | 22%            | 4%                                    |
| Brazília  | 88%        | 64%             | 22%            | 8%                                    |
| Chile     | 70%        | 57%             | 13%            | 25%                                   |
| Kolumbia  | 92%        | 80%             | 12%            | 7%                                    |
| Paraguay  | 96%        | 87%             | 9%             | 2%                                    |
| Peru      | 94%        | 81%             | 13%            | 3%                                    |
| Suriname  | 51%        | 29%             | 22%            | 5%                                    |
| Uruguay   | 58%        | 47%             | 11%            | 41%                                   |
| Venezuela | 88%        | 71%             | 17%            | 8%                                    |

### Népcsoportok
Dél-Amerika fő népcsoportjai:
- indiánok: avák, banavék, zse indiánok, guaraník, inkák, mapucsék, sukuruk, zaparo-konambo indiánok stb.
- kaukázusiak (fehérek), különösen spanyolok, portugálok és olaszok
- meszticek
- mulattok
- ázsiaiak (kínaiak, indiaiak, pakisztániak stb.)
- zambók

| ország    | indián | fehér | mesztic | mulatt | fekete | zambó | ázsiai |
| --------- | ------ | ----- | ------- | ------ | ------ | ----- | ------ |
| Argentína | 1%     | 85%   | 14%     | 0%     | 0%     | 0%    | 0%     |
| Bolívia   | 55%    | 12%   | 30%     | 2%     | 0%     | <1%   | 0%     |
| Brazília  | <1%    | 48%   | 23%     | 20%    | 8%     | 0%    | 1.%    |
| Chile     | 3%     | 64%   | 33%     | 0%     | 0%     | 0%    | 0%     |
| Kolumbia  | 2%     | 37%   | 49%     | 8%     | 2%     | 0%    | 0%     |
| Ecuador   | 39%    | 10%   | 41%     | 5%     | 5%     | 0%    | 0%     |
| Paraguay  | 3%     | 20%   | 75%     | 4%     | 0%     | 0%    | 0%     |
| Peru      | 45%    | 15%   | 35%     | 2%     | 0%     | 0%    | 3%     |
| Uruguay   | 0%     | 88%   | 8%      | 4%     | 0%     | 0%    | 0%     |
| Venezuela | 3%     | 43%   | 60%     | 8%     | 2%     | 0%    | 1%     |

### Legnagyobb várostömörülések
| Nº | Agglomeráció neve (Región metropolitana) | Ország | Terület (km2) | Népesség (2019 Citypopulation) | Népesség (2017 ENSZ) | Népesség (hivatalos) |
| -- | ---------------------------------------- | ------ | ------------- | ------------------------------ | -------------------- | -------------------- |
| 1  | São Paulo                                | BRA    | 2943          | 33 652 991                     | 33 652 991           | 22 672 582           |
| 2  | Nagy-Buenos Aires                        | ARG    | 7998          | 15 180 953                     | 15 042 367           | 15 875 587           |
| 3  | Rio de Janeiro                           | BRA    | 12 645        | 12 960 768                     | 12 526 719           | 10 838 752           |
| 4  | Lima                                     | PER    | 2900          | 12 140 535                     | 10 161 038           | 9 283 771            |
| 5  | Bogotá                                   | COL    | 2820          | 9 876 069                      | 9 793 193            | 10 555 058           |
| 6  | Nagy-Santiago                            | CHI    | 13 770        | 7 115 937                      | 7 123 189            | 6 428 590            |
| 7  | Belo Horizonte                           | BRA    | 9800          | 5 828 923                      | 5 836 032            | 4 035 194            |
| 8  | Brasília                                 | BRA    | 9435          | 4 201 737                      | 4 532 648            | 3 553 856            |
| 9  | Medellín                                 | COL    | 1250          | 3 866 200                      | 4 505 797            | 3 775 000            |
| 10 | Porto Alegre                             | BRA    | 9800          | 4 275 926                      | 4 378 628            | 4 035 194            |
| 11 | Recife                                   | BRA    | 2768          | 4 097 667                      | 4 097 667            | 3 805 901            |
| 12 | Caracas                                  | VEN    | 17 879        | 2 958 936                      | 3 127 612            | 2 923 959            |

## Kultúra
Dél-Amerika zenei kultúrája igen gazdag. A legelterjedtebb műfajok a szamba (Brazíliából), a tangó Argentínából és Uruguayból, és a cumbia Kolumbiából.
Mivel Dél-Amerika etnikai szempontból igen kevert, a konyhaművészetben afrikai, indián és európai hatások keverednek. A brazil Bahia jól ismert nyugat-afrikai jellegű konyhájáról.

## Dél-Amerika országai

Dél-Amerika országai

### Független államok
| - Argentína - Bolívia - Brazília - Chile - Ecuador - Guyana - Kolumbia - Paraguay - Peru - Suriname - Uruguay - Venezuela |

### Függő területek
| - Falkland-szigetek |

### Európai országok dél-amerikai területei
| - Francia Guyana |

### Hírek
- NOTISUR -- Political and social news of South America (in Spanish)

### Sport
- CONMEBOL -- Confederación Sudamericana de Fútbol (The South American Football Confederation) in Spanish and Portuguese

### Földrajz
- Dél-Amerika nagyítható földrajzi térképe